# Саркисян, Армен Варданович
Арме́н Варда́нович Саркися́н (арм. Արմեն Վարդանի Սարգսյան; род. 23 июня 1953, Ереван) — армянский политический и государственный деятель, дипломат, физик. Президент Республики Армения c 9 апреля 2018 по 1 февраля 2022 года.

## Биография
Армен Саркисян родился 23 июня 1953 года в Ереване.

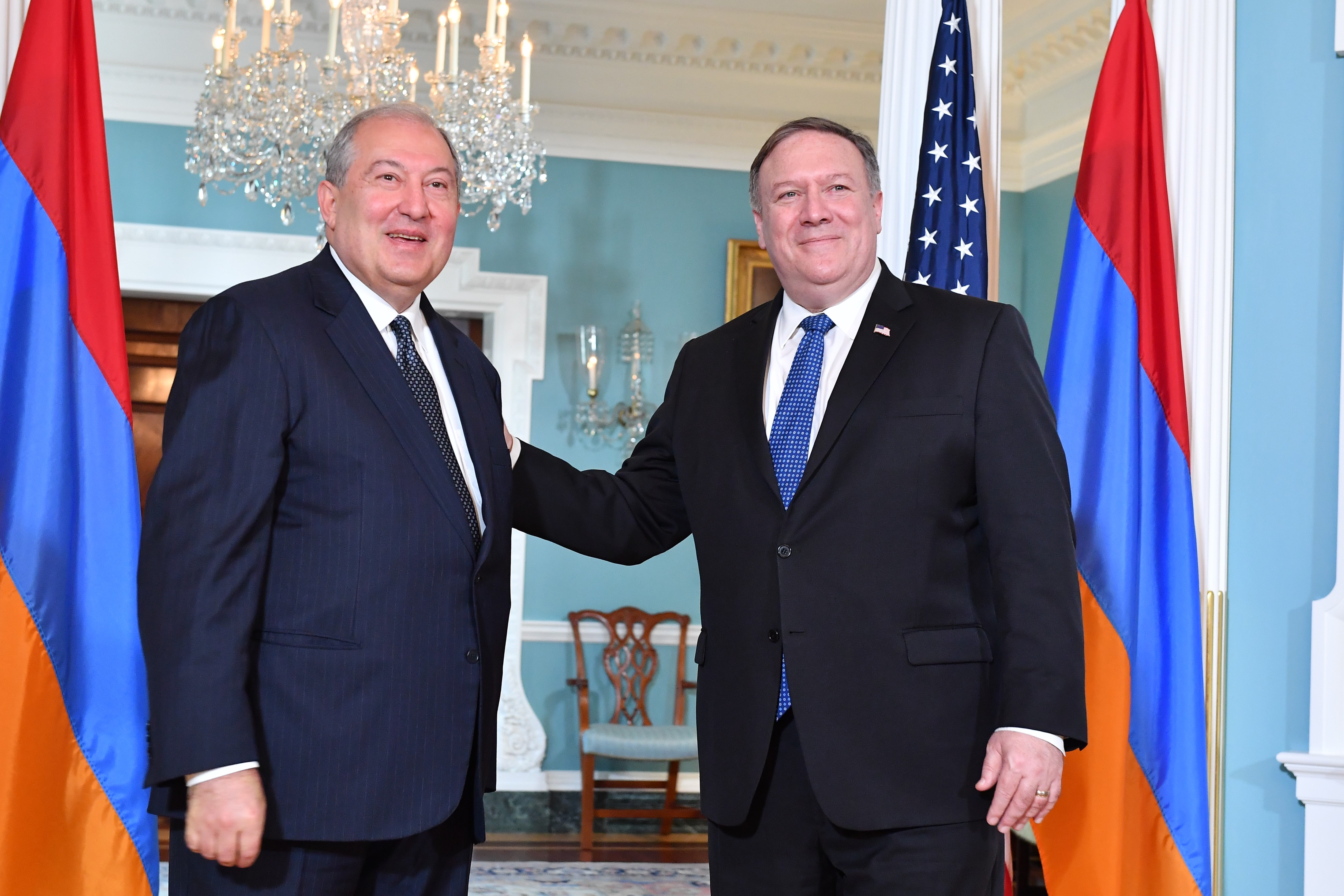
Армен Саркисян и госсекретарь США Майк Помпео. Вашингтон, 29 июня 2018 года

### Образование
- В 1970 году с золотой медалью окончил Ереванскую среднюю школу № 114.
- 1970—1976 — физический факультет Ереванского государственного университета (ЕГУ).
- 1976—1978 — аспирантура кафедры теоретической физики физического факультета ЕГУ.
- 1979—1984 — ассистент кафедры теоретической физики физического факультета ЕГУ.
- В 1981 году защитил диссертацию на соискание учёной степени кандидата физико-математических наук на тему «Сверхплотные небесные конфигурации по биметрической теории тяготения»[2].

Кандидат физико-математических наук, доцент. Почётный доктор Национальной академии наук Республики Армения.

### Трудовая деятельность
- 1976—1990 — преподаватель физического факультета Ереванского государственного университета. Основал отделение математического моделирования сложных систем кафедры теоретической физики Ереванского государственного университета.
- 1984—1985 — преподаватель и научный сотрудник Кембриджского университета (Великобритания).
- 1986—1992 — преподаватель и научный сотрудник Московского государственного университета (МГУ), ряда научных центров и университетов Германии, США, Греции, Великобритании.
- 1991—1996 — временный поверенный в делах Армении в Великобритании.
- 1992—1993 — посол Армении в Великобритании.
- 1993—1994 — старший посол[3] Армении в Европе и в Евросоюзе.
- 1995—1996 — посол Армении в Бельгии, руководитель европейской католической общины Армении, посол Армении в Ватикане, посол Армении в Люксембурге.
- 1996—1997 — премьер-министр Республики Армения.
- 1998—2000 — особый и уполномоченный посол Армении в Великобритании.
- 2000—2013 — старший советник Европейского банка реконструкции и развития, учредитель и председатель Eurasia House International, основатель и директор Евразийского центра Кембриджского университета (Великобритания), основатель ежегодного Евразийского медиа-форума, основатель ежегодной международной конференции бизнес-школы Кембриджского университета, председатель Глобального совета по энергетической безопасности Всемирного экономического форума в Давосе (Швейцария), заместитель председателя Института «Восток-Запад», сопредседатель комитета Евроатлантической инициативы в области безопасности, основатель и председатель Британо-армянской многопартийной парламентской группы. Главный советник Alcatel, Lucent, Telefonica, British Petrolium, BofA Securities и других компаний[3].
- 2013 (несколько месяцев) — член совета директоров компании Lydian International, осваивающей Амулсарский рудник[4].
- С 2013 года — член Совета попечителей Дилижанской международной школы.

Автор многочисленных академических статей и публикаций по теоретической физике, астрофизике, компьютерному моделированию, политологии и переходной экономике.
Член советов Глобального фонда лидерства, школы управления имени Джона Кеннеди Гарвардского университета (США), школы государственной политики им. Харриса Чикагского университета (США), попечитель Фонда Джона Смита, член совета Всеармянского благотворительного союза, основатель благотворительного фонда «Ереван, любовь моя!» и др.
Имеет дипломатический ранг Чрезвычайного и Полномочного посла.

### Президент Армении (2018—2022)
2 марта 2018 года избран Президентом Республики Армения. 9 апреля 2018 года Армен Саркисян вступил в должность президента Армении.
23 января 2022 года Армен Саркисян подал в отставку с должности президента Армении. Официально его полномочия прекратились 1 февраля.

#### Освещение деятельности в прессе
Жена Армена Саркисяна Нунэ Саркисян отметила в интервью, что «13 раз его приглашали в различные университеты, прежде чем коммунисты разрешили ему покинуть страну».
О близости четы Саркисян и королевской семьи Британии достаточно широко известно. В мае 2013 года Армен Саркисян сопровождал принца Чарльза во время поездки в Армению. Оба сына получили образование в престижных школах в Англии.
Около десятка журналистских организаций распространили[когда?] совместное заявление, в котором, в частности, отмечается, что Армен Саркисян вступает в должность президента Армении, «нарушая чётко установленное Конституцией требование, касающееся гражданства». В частности утверждается, что Армен Саркисян нарушил закон РА «О гражданстве», запрещающий двойное гражданство, будучи в течение 5 лет (2002—2007) гражданином Армении и Великобритании одновременно. Согласно публикации газеты «Грапарак» («Площадь»), которая ссылается на открытые источники налоговой службы Великобритании, учредитель и директор ООО «Eurasia House International» Армен Саркисян очень аккуратно предоставлял отчеты в налоговые органы. Согласно представленным им документам за период с 2011 по 2014 год, Саркисян указывает в качестве страны проживания Великобританию, а в качестве гражданства — её же подданство.
Армен Саркисян подтвердил наличие британского гражданства в прошлом. Говоря о том, почему он подал заявку на гражданство Великобритании, Саркисян пояснил, что по роду его деятельности он находился в постоянных разъездах, кроме того, «были также вопросы, связанные с безопасностью и многие другие». Согласно заявлению Армена Саркисяна со 2 декабря 2011 года он является только гражданином Армении. Он также представил документы, подтверждающие, что он потерял гражданство Великобритании в декабре 2011 года, лидеру оппозиции Пашиняну.
Армен Саркисян выполнил свой первый зарубежный визит в статусе президента Армении в Грузию.
16 октября 2018 года Армен Саркисян подписал указ об отставке правительства республики.
На 3 апреля 2019 года Армен Саркисян владеет пятью с половиной миллионами евро. Несколькими годами ранее он владел большими суммами.
Летом 2019 года согласно соцопросу Международного республиканского института (США) Армен Саркисян опередил премьер-министра Армении Никола Пашиняна в рейтинге популярности среди населения республики.
В январе 2021 года стало известно, что Армен Саркисян заразился в Лондоне COVID-19. Заболевание проходило тяжело, у президента Армении развилась двусторонняя пневмония, он был переведён с амбулаторного лечения на стационарное.
20 февраля 2022 года международная группа журналистов Центра по исследованию коррупции и организованной преступности и ряда СМИ, основываясь на крупной утечке документов, опубликовала расследование о хранении банком Credit Suisse крупных денежных сумм гражданами различных государств, обвиняемыми в различной нелегальной деятельности. Среди многочисленных фигурантов расследования оказался и Армен Саркисян.

## Награды
- Орден «За заслуги перед Отечеством» 1 степени (15 сентября 2017) — по случаю Дня независимости Республики Армения, за многолетнюю активную общественно-политическую, экономическую и культурную деятельность[27].
- Кавалер Большого Креста ордена Святого Григория Великого (Ватикан, 1997).
- Орден Армянской апостольской церкви «Святой Григорий Просветитель» (2008).
- Кавалер Большого креста с цепью ордена «За заслуги перед Итальянской Республикой» (Италия, 25 июля 2018)[28][29].
- Медаль «Sigillum Magnum» (Италия, Болонский университет, 2021)[30].

## Семья
Женат, имеет двоих сыновей.